# Sandusky River
A Sandusky River folyó az Amerikai Egyesült Államokban, Ohio állam északi-középső részén. Körülbelül 241 kilométer hosszú, és az Erie-tóba folyik bele.
A folyó az Ohio állambeli Ontario város nyugati részén ered, és nyugati irányba folyik Crestline és Bucyrus települések mellett. Ezután a folyó északra fordul és elhagyva Upper Sandusky, Tiffin és Fremont településeket, az Erie-tóba torkollik a Sandusky-öbölnél.
A folyót több néven is ismerik: Potake Sepe, Riviere Blanc, Riviere Sanduski, San-doo-stee River. Egyik kisebb mellékfolyóját Little Sandusky Rivernek hívják.

## Fordítás
- Ez a szócikk részben vagy egészben  a   Sandusky River című angol Wikipédia-szócikk ezen változatának fordításán alapul.  Az eredeti cikk szerkesztőit annak laptörténete sorolja fel. Ez a jelzés csupán a megfogalmazás eredetét és a szerzői jogokat jelzi, nem szolgál a cikkben szereplő információk forrásmegjelöléseként.

## Külső hivatkozások
- Ohio DNR Sandusky State Scenic River website (angolul)
- Sandusky River Watershed Coalition (angolul)
- Sandusky River - Ohio History Central (angolul)